# Мышкино (Весьегонский район)
Мышкино — деревня в Весьегонском районе Тверской области. Входит в состав Чамеровского сельского поселения.

## География
Находится в 27 километрах (по прямой) к юго-востоку от города Весьегонск, в 1,5 км к югу от села Чамерово.
Расположена на левом берегу реки Сыроверка, высота над уровнем моря 133 м.
Ближайшие населённые пункты — село Чамерово; деревни: Фёдово (0,7 км на северо-запад), Осорино (1,6 км на юго-запад) и Дудино (1,7 км на юго-восток). К юго-западу от Мышкино находились бывшие деревни Щербинино (1 км) и Дьячково (1,5 км).

## История
Во второй половине XIX — начале XX века деревня Мышкино относилась к Чамеровской волости и приходу Весьегонского уезда Тверской губернии. В 1889 году в деревне было 27 дворов, 129 жителей.

## Население
Население по переписи 2002 года — 48 человек (22 мужчины, 26 женщин); в 2008 году — 63 человека.